# A Lista (1.ª temporada)
A primeira temporada de A Lista foi exibida na OPTO de 24 de setembro a 26 de novembro de 2021.
Conta com Júlia Palha, Carolina Loureiro, Diogo Lopes, Laura Dutra, Luís Ganito, Bruna Quintas, Luís Garcia e Rodrigo Trindade no elenco principal.

## Sinopse
A Lista é uma história sobre um grupo de jovens que vivem, amam, sofrem e lutam para concretizar os seus sonhos numa cidade plena de vida. Uma narrativa onde os velhos e os novos habitantes de Lisboa, as atividades mais tradicionais e aquelas que nasceram com o boom turístico, os locais mais emblemáticos e aqueles recantos que só alguns conhecem se conjugam para criar o mundo da história, que é ao mesmo tempo cosmopolita e local, luminoso e obscuro e que, por essa razão, cria as várias matizes para uma trama que mistura o drama, o policial e o humor e a amizade.
Uma cidade histórica e moderna. Sustentável, cultural e mundana. Lisboa é o cenário onde se desenvolve a história de a_lista.
A cidade urbana e vibrante, que conjuga a história com a contemporaneidade, o fado e o hip hop, as estátuas e os jardins, os murais e os grafitis, as ciclovias e os passeios são elementos cénicos imprescindíveis em A Lista, construindo, em conjunto, o espaço cénico ideal para que as personagens vivam as suas histórias.
Mas a história não começa neles. Alice (Júlia Palha), Micaela (Bruna Quintas), Bruno (Luís Garcia), Paulo (Luís Ganito) e Sérgio (Rodrigo Trindade) tinham uma amiga em comum - Patrícia (Carolina Loureiro). Ela era luz, era sonho e era também a vontade de viver na capital e aí construir a sua vida. Mas um acidente, ou uma fatalidade, levaram-na cedo demais. A sua morte uniu os amigos e tornou-os um grupo coeso.
Dez dias após a sua morte, os cinco juntam-se para abrir um frasco de papéis, com sonhos e objetivos por realizar, que Patrícia lhes deixou. Entre muitos sonhos inocentes e positivos, há alguns obscuros e violentos, que os obrigam a olhar para eles mesmos e para a amiga com outros olhos. E é nesta mistura de luz e escuridão que vamos conhecendo melhor os vários amigos de Patrícia e as suas histórias e desafios, e os momentos que viveram com ela e que vão recordando, em desafios e batalhas morais e físicas, quase intransponíveis.
Todas as tarefas envolvem, de alguma forma, Lisboa, ou uma forma de olhar para a cidade que Patrícia amava. A cidade onde foi feliz. Quer seja o miradouro onde mais gostava de olhar a cidade, uma rua onde beijou um namorado, uma loja antiga onde gostava de passar horas ou um novo lugar, recém-criado, numa nova zona da capital, todos os lugares têm um significado. Para perceberem Patrícia, os amigos terão também de percorrer a cidade. E quando perceberem que a sua morte não foi acidental, é também nestes percursos e nestes lugares que podem estar as respostas para o que de facto aconteceu a Patrícia. Para resolver um mistério que só poderia ter acontecido em Lisboa.
Regressaram ao coração da cidade onde habitam e trabalham, juntos. Adoram a cidade e é nela que querem viver e concretizar os seus sonhos. Tiago (Diogo Lopes) está a tomar conta de um pequeno prédio, onde vivem Alice e Micaela, e planeia abrir em breve uma loja de discos de vinil, num espaço onde existia uma loja de eletrodomésticos que fechou na altura da pandemia. Catarina trabalha na cidade, transportando turistas e fazendo visitas guiadas. Bruno é fã das trotinetes e das bicicletas elétricas, a sua primeira escolha sempre que tem de se deslocar do Hospital onde trabalha para ir ter com os amigos. E Paulo trabalha no comércio local, numa frutaria de bairro, que ainda preserva o contacto com o cliente como a melhor arma de negócio.

## Elenco

### Elenco principal
| Ator/Atriz        | Personagem              |
| ----------------- | ----------------------- |
| Júlia Palha       | Alice Campos            |
| Carolina Loureiro | Patrícia «Paty» Pereira |
| Diogo Lopes       | Tiago Antunes           |
| Laura Dutra       | Catarina Lemos          |
| Luís Ganito       | Paulo Santos            |
| Bruna Quintas     | Micaela «Mica» Silva    |
| Luís Garcia       | Bruno Amaro             |
| Rodrigo Trindade  | Sérgio Trindade         |

### Elenco recorrente
| Ator/Atriz           | Personagem              |
| -------------------- | ----------------------- |
| Soraia Tavares       | Jéssica Fontes          |
| Filipe Matos         | Simão Seixas Fonseca    |
| Diana Marquês Guerra | Inspetora Carla Marques |
| Sabri Lucas          | Inspetor Joaquim Santos |

### Participação especial
| Ator/Atriz      | Personagem     |
| --------------- | -------------- |
| Cláudia Vieira  | Carolina Veiga |
| Mafalda Vilhena | Paula Lemos    |

### Elenco adicional
| Ator/Atriz             | Personagem               |
| ---------------------- | ------------------------ |
| António Pedro Cerdeira | Engenheiro Silva Pereira |
| Carlos Oliveira        | Mateus Vieira            |
| Luísa Guanilho         | Alice (criança)          |
| Ana Lopes              | Cátia                    |
| Jorge Corrula          | Carlos                   |
| Rui Luís Brás          | Francisco Marinhais      |
| Jorge Fernandes        | Médico Legista           |
| Mafalda Rodiles        | Francisca Rodrigues      |
| João Santos            | Alfredo                  |
| João Sena              | Pedro                    |
| Maria Duarte           | Ana                      |
| Mafalda Teixeira       | —                        |
| Tiago Assis            | —                        |
| Rute Miranda           | —                        |
| Nuno Nolasco           | Rubén                    |
| Joana Pialgata         | Bia                      |
| Claúdio Henriques      | Enfermeiro INEM          |
| Hugo Nicholson         | Guimarães                |
| Duarte Pinho e Melo    | Francisco Mendes         |
| Carlos Malvarez        | Francisco                |
| Paulo Duarte Ribeiro   | Fernandes                |

## Episódios
| # | ## | Título                           | Realização por | Escrito por    | Exibição original      |
| --- | -- | -------------------------------- | -------------- | -------------- | ---------------------- |
| 1 | 1  | "O último pedido de Patrícia"    | Carlos Dante   | Raquel Palermo | 24 de setembro de 2021 |
| Patrícia, Alice e Micaela chegam ao Panorâmico, onde decorre uma festa ilegal organizada por Sérgio, ex-namorado de Paty. Na festa também estão Paulo e Bruno. A entrada da polícia precipita a confusão... e Patrícia morre. Dias depois, os amigos de Paty encontram-se no cemitério onde um estafeta lhes entrega o último pedido de Patrícia.                                 |    |                                  |                |                |                        |
| 2 | 2  | "Kill Francisco"                 | Carlos Dante   | Raquel Palermo | 1 de outubro de 2021   |
| Alice, Paulo, Bruno, Micaela e Sérgio estão em choque com o pedido do origami de Patrícia. Quem será o Francisco e porque será que ela o queria matar? |    |                                  |                |                |                        |
| 3 | 3  | "Padel, música e... sexo do bom" | Carlos Dante   | Raquel Palermo | 8 de outubro de 2021   |
| Alice e Jéssica chegam ao encontro de padel da PLCV e Alice descobre que Catarina, que passou a noite com Tiago, é filha de uma das suas chefes. As duas têm uma conversa agressiva enquanto jogam. Simão falha o jogo para ajudar Paulo a safar-se do problema com o estafeta. Por causa de um novo origami, Alice passa a noite com Tiago.                                      |    |                                  |                |                |                        |
| 4 | 4  | "A Dama de Copas"                | Carlos Dante   | Raquel Palermo | 15 de outubro de 2021  |
| Alice e Tiago acordam juntos, cúmplices e divertidos. Na PJ, Joaquim aconselha Carla a fechar o caso do Panorâmico. O grupo continua a investigar os vários Franciscos que Patrícia conhecia. Sérgio encontra-se com a Dama de Copas. |    |                                  |                |                |                        |
| 5 | 5  | "Ataque de Pânico"               | Carlos Dante   | Raquel Palermo | 22 de outubro de 2021  |
| Tiago fica magoado com Alice, pois percebe que ela o anda a evitar. O grupo castiga Alice por considerar que ela não cumpriu o último origami, e atribui-lhe novo desafio. Simão e Alice reúnem com o CEO da Papéis de Portugal. Bruno conversa com Paulo sobre o ataque de ansiedade que ele teve na festa. Alice é assediada por Silva Pereira.                                 |    |                                  |                |                |                        |
| 6 | 6  | "Pizza com extras"               | Carlos Dante   | Raquel Palermo | 29 de outubro de 2021  |
| Alice tem um pesadelo e é consolada por Tiago. Guimarães, um amigo pouco recomendável de Paulo, consegue ultrapassar a password do computador de Paty. Na PJ, reanalisam o processo de Patrícia. |    |                                  |                |                |                        |
| 7 | 7  | "Deste match no tinder!"         | Carlos Dante   | Raquel Palermo | 5 de novembro de 2021  |
| Os amigos tentam descobrir quem criou o grupo "a_lista". Ao perceber que o Francisco que não conseguem localizar era um match de Patrícia no tinder, Sérgio e os outros convencem Alice a inscrever-se na aplicação. Tiago repara numa notificação de Alice e fica perplexo. Os dois têm uma conversa difícil.                                                                    |    |                                  |                |                |                        |
| 8 | 8  | "Francisco... ou Francisca?"     | Carlos Dante   | Raquel Palermo | 12 de novembro de 2021 |
| Alice fica em choque com o que Francisco Mendes lhe conta sobre Patrícia. Sérgio aconselha Tiago a não ser parvo com Alice. Bruno conta ao grupo que Patrícia era apaixonada por um professor... e que a mulher dele se chamava Francisca. |    |                                  |                |                |                        |
| 9 | 9  | "Homens a sério"                 | Carlos Dante   | Raquel Palermo | 19 de novembro de 2021 |
| Alice percebe que Jéssica tem uma paixoneta por Simão e avisa-a para ter cuidado, pois ele é um betinho mimado e racista. Alice consegue acompanhar Carolina a um julgamento para conhecer Francisca, que também é advogada. |    |                                  |                |                |                        |
| 10 | 10 | "Origami molhado: Done!"         | Carlos Dante   | Raquel Palermo | 26 de novembro de 2021 |
| A PJ interroga Sérgio sobre a sua relação com Patrícia. Carla está furiosa pela quantidade de informação que desconheciam sobre a vítima, pois o caso nunca foi uma investigação de homicídio. O grupo toma banho na fonte muito cedo de manhã, vigiados por Carla, que recebe uma informação essencial. Paula ouve uma conversa desagradável entre Catarina e Alice e reage mal. |    |                                  |                |                |                        |